# よろず支援拠点
よろず支援拠点は、国が全国に設置する経営相談所。中小企業・小規模事業者の売上拡大、経営改善など、経営上のあらゆる悩みの相談に対応する。相談は無料となっている。

## 支援内容
主な支援内容は以下3点である。
経営革新支援
よろず支援拠点では中小企業・小規模事業者のあらゆる経営相談に応じ、課題を分析し、一定の解決策を提示する。また、フォローアップも行い、経営の継続的革新を支援する。
経営改善支援
資金繰り改善、事業再生などに関連する経営改善コンサルティング、中小企業・小規模事業者の課題分析、一定の解決策の提示、アフターフォローの提供に至るまで、経営状況を好転させるための支援も実施する。
ワンストップサービス
関連機関・専門家とのコネクションがなく、どこに何を相談すれば良いのか判断しかねる中小企業・小規模事業者の方々を対象に、さまざまな相談に応じている。相談内容に応じて適切な支援機関や専門家につなぐほか、国や地方自治体の支援策を熟知した上で活用を促し、支援策の担当者に連携。さらに、つながった支援機関や専門家、支援策の担当者を通じて、フォローアップも実施する。

## よろず支援拠点の利用方法
よろず支援拠点によって利用方法は異なる。予約申し込みについては、電話・メール・Web・FAX・来訪等で受け付けているケースが多い。また、相談については電話・Web・来訪等で受け付けているケースが多い。例えば、東京都よろず支援拠点ではWeb（Teams）または電話、来訪にて相談が可能である。大阪府よろず支援拠点での相談は来訪またはWebのみで実施可能である。詳細は、最寄りのよろず支援拠点のWebサイトを参照。

## 全国のよろず支援拠点一覧

### 全国本部
独立行政法人中小企業基盤整備機構が、「よろず支援拠点全国本部」として、各よろず支援拠点のバックアップを行っている。

### 各都道府県の支援拠点
各都道府県の「よろず支援拠点」は、商工会連合会や信用金庫協会、産業振興機構等に設置されている。地域別の拠点は以下のとおり。

#### 北海道
| 拠点名               | 電話番号     | 設置機関                             |
| -------------------- | ------------ | ------------------------------------ |
| 北海道よろず支援拠点 | 011-232-2407 | (公財)北海道中小企業総合支援センター |

#### 東北地方
| 拠点名               | 電話番号     | 設置機関                             |
| -------------------- | ------------ | ------------------------------------ |
| 青森県よろず支援拠点 | 017-721-3787 | (公財)21あおもり産業総合⽀援センター |
| 岩手県よろず支援拠点 | 019-631-3826 | (公財)いわて産業振興センター         |
| 宮城県よろず支援拠点 | 022-393-8044 | 宮城県商工会連合会                   |
| 秋田県よろず支援拠点 | 018-860-5605 | (公財)あきた企業活性化センター       |
| 山形県よろず支援拠点 | 023-647-0708 | (公財)山形県企業振興公社             |
| 福島県よろず支援拠点 | 024-954-4161 | (公財)福島県産業振興センター         |

#### 関東・甲信越地方
| 拠点名                 | 電話番号     | 設置機関                                 |
| ---------------------- | ------------ | ---------------------------------------- |
| 茨城県よろず支援拠点   | 029-224-5339 | (公財)いばらき中小企業グローバル推進機構 |
| 栃木県よろず支援拠点   | 028-670-2618 | (公財)栃木県産業振興センター             |
| 群馬県よろず支援拠点   | 027-265-5016 | (公財)群馬県産業支援機構                 |
| 埼玉県よろず支援拠点   | 0120-973-248 | (公財)埼玉県産業振興公社                 |
| 千葉県よろず支援拠点   | 043-299-2921 | (公財)千葉県産業振興センター             |
| 東京都よろず支援拠点   | 03-6205-4728 | (⼀社)東京都信用金庫協会                 |
| 神奈川県よろず支援拠点 | 045-633-5071 | (公財)神奈川産業振興センター             |
| 新潟県よろず支援拠点   | 025-246-0058 | (公財)にいがた産業創造機構               |
| 山梨県よろず支援拠点   | 055-288-8400 | (公財)やまなし産業支援機構               |
| 長野県よろず支援拠点   | 026-227-5875 | (公財)長野県産業振興機構                 |

#### 中部・北陸地方
| 拠点名               | 電話番号     | 設置機関                         |
| -------------------- | ------------ | -------------------------------- |
| 愛知県よろず支援拠点 | 052-715-3188 | (公財)あいち産業振興機構         |
| 静岡県よろず支援拠点 | 054-253-5117 | 静岡商工会議所                   |
| 岐阜県よろず支援拠点 | 058-277-1088 | (公財)岐阜県産業経済振興センター |
| 三重県よろず支援拠点 | 059-228-3326 | (公財)三重県産業支援センター     |
| 富山県よろず支援拠点 | 076-444-5605 | (公財)富山県新世紀産業機構       |
| 石川県よろず支援拠点 | 076-267-6711 | (公財)石川県産業創出支援機構     |
| 福井県よろず支援拠点 | 0776-67-7402 | (公財)ふくい産業支援センター     |

#### 近畿地方
| 拠点名                 | 電話番号     | 設置機関                         |
| ---------------------- | ------------ | -------------------------------- |
| 滋賀県よろず支援拠点   | 077-511-1425 | (公財)滋賀県産業支援プラザ       |
| 京都府よろず支援拠点   | 075-315-1055 | (公財)京都産業21                 |
| 大阪府よろず支援拠点   | 06-4708-7045 | (公財)大阪産業局                 |
| 兵庫県よろず支援拠点   | 078-977-9085 | (公財)ひょうご産業活性化センター |
| 奈良県よろず支援拠点   | 0742-81-3840 | (公財)奈良県地域産業振興センター |
| 和歌山県よろず支援拠点 | 073-433-3100 | (公財)わかやま産業振興財団       |

#### 中国地方
| 拠点名               | 電話番号     | 設置機関                   |
| -------------------- | ------------ | -------------------------- |
| 鳥取県よろず支援拠点 | 0857-31-6851 | 鳥取県商工会連合会         |
| 島根県よろず支援拠点 | 0852-60-5103 | (公財)しまね産業振興財団   |
| 岡山県よろず支援拠点 | 086-206-2180 | (公財)岡山県産業振興財団   |
| 広島県よろず支援拠点 | 082-240-7706 | (公財)ひろしま産業振興機構 |
| 山口県よろず支援拠点 | 083-902-5959 | (公財)やまぐち産業振興財団 |

#### 四国地方
| 拠点名               | 電話番号     | 設置機関                     |
| -------------------- | ------------ | ---------------------------- |
| 徳島県よろず支援拠点 | 088-676-4625 | (公財)とくしま産業振興機構   |
| 香川県よろず支援拠点 | 087-868-6090 | (公財)かがわ産業支援財団     |
| 愛媛県よろず支援拠点 | 089-960-1131 | (公財)えひめ産業振興財団     |
| 高知県よろず支援拠点 | 088-846-0175 | (公財)高知県産業振興センター |

#### 九州・沖縄地方
| 拠点名                 | 電話番号     | 設置機関                         |
| ---------------------- | ------------ | -------------------------------- |
| 福岡県よろず支援拠点   | 092-622-7809 | (公財)福岡県中小企業振興センター |
| 佐賀県よろず支援拠点   | 0952-34-4433 | (公財)佐賀県産業振興機構         |
| 長崎県よろず支援拠点   | 095-828-1462 | 長崎県商工会連合会               |
| 熊本県よろず支援拠点   | 096-286-3355 | (公財)くまもと産業⽀援財団       |
| 大分県よろず支援拠点   | 097-537-2837 | (公財)大分県産業創造機構         |
| 宮崎県よろず支援拠点   | 0985-74-0786 | (公財)宮崎県産業振興機構         |
| 鹿児島県よろず支援拠点 | 099-219-3740 | (公財)かごしま産業支援センター   |
| 沖縄県よろず支援拠点   | 098-851-8460 | 沖縄県商工会連合会               |